# Dragalina (Călărași)
Dragalina é uma comuna romena localizada no distrito de Călăraşi, na região de Muntênia. A comuna possui uma área de 180.71 km² e sua população era de 8575 habitantes segundo o censo de 2007.